# Liste von Sehenswürdigkeiten in Görlitz

Stadtwappen

In dieser Liste sind zahlreiche Sehenswürdigkeiten in Görlitz aufgeführt. Görlitz ist eine große Kreisstadt und Kreissitz des Landkreises Görlitz. Die Liste umfasst mit Stand 2010 ausschließlich Bauwerke in Görlitz, die unter Denkmalschutz stehen. Dabei erhebt sie keinen Anspruch auf Vollständigkeit, sondern stützt sich auf eine Auswahl einer Tourismus-Internetseite. Die eigentliche Darstellung der Görlitzer Kulturdenkmale findet sich in Liste der Kulturdenkmale in Görlitz mit ihren Unterteilungen.

## Hinweise zu den Angaben in den Tabellen

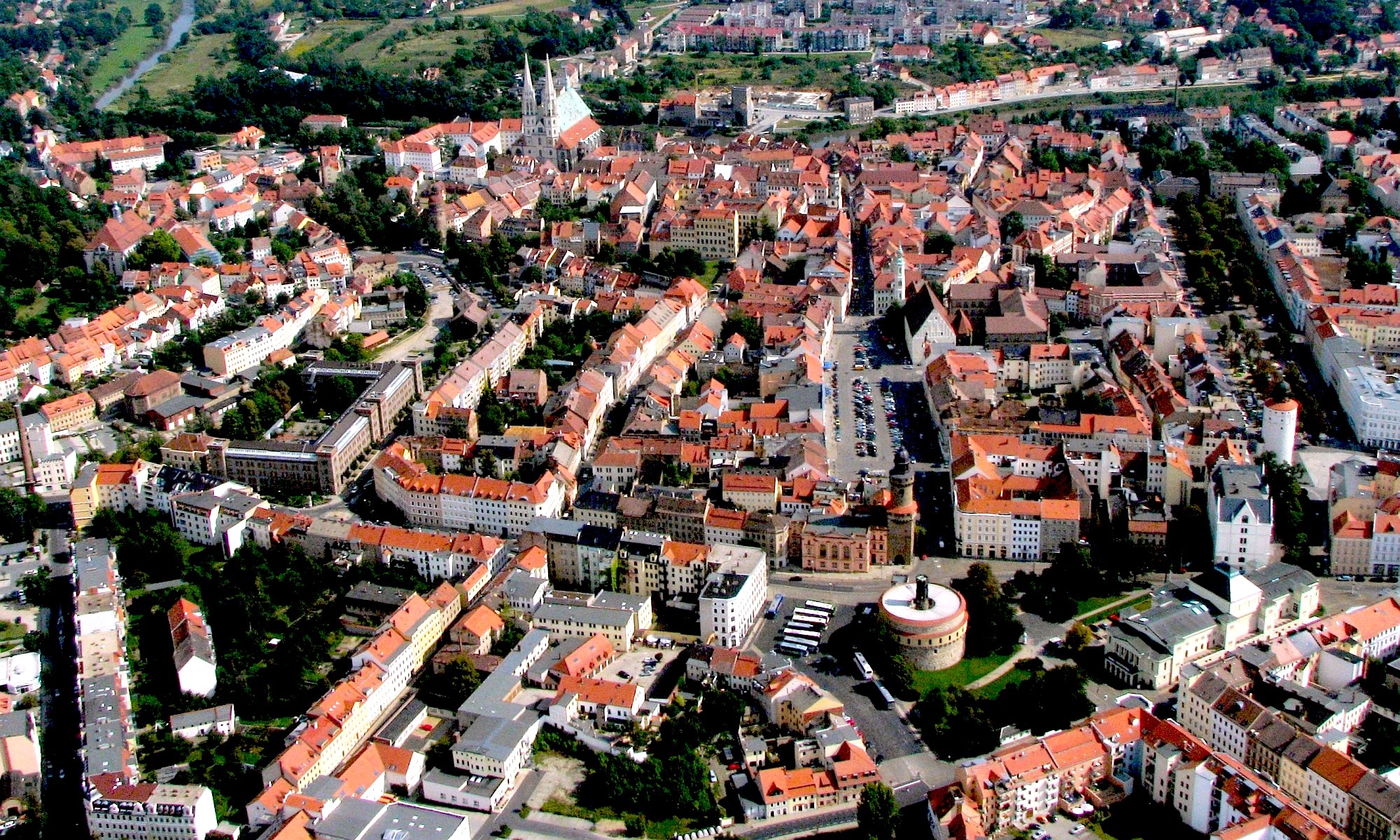
Luftbild der Stadtansicht: vorn der Kaisertrutz und hinten die Peterskirche an der Neiße

- In der Spalte Beschreibung und Anmerkungen zur Geschichte sind der Name (falls bekannt) des Denkmals, eine kurze Beschreibung, gegebenenfalls das Material und Angaben zu Umsetzungen und Veränderungen enthalten.
- Als Standort ist der gegenwärtige Aufstellungsort angegeben und soweit möglich die Straßenangabe. Bezugspunkte (z. B. markante Gebäude) werden hier ebenfalls genannt.
- In der Spalte Künstler ist der Künstler genannt, der das Denkmal schuf. Bei Bauwerken sind das meist die Architekten.
- In den Spalten Datum der Aufstellung beziehungsweise Datum der Entfernung sind die Zeitpunkte genannt, wann das Denkmal ursprünglich aufgestellt oder endgültig entfernt wurde. Die Tilde „~“ vor dem Datum gibt an, dass es sich um einen Näherungswert handelt.
- Sind der Künstler, das Datum der Aufstellung sowie bei den ehemaligen Denkmalen das Datum der Entfernung nicht bekannt, ist das Wort „unbekannt“ eingetragen.

Die Tabelle ist bis auf Bild sortierbar.

## Baudenkmale
| Bild | Beschreibung und Anmerkungen zur Geschichte | Standort                                             | Künstler                     | Datum der Aufstellung |
| ---- | --- | ---------------------------------------------------- | ---------------------------- | --------------------- |
|      | Alte Synagoge Die auf der Langen Straße befindliche alte Synagoge wurde erbaut, nachdem sich die ersten Juden, Mitte des 19. Jahrhunderts, wieder in Görlitz niederließen. | Langenstraße                                         | unbekannt                    | 1853                  |
|      | Annenkapelle Hans Frenzel, ein wohlhabender Bürger, ließ die Annenkapelle errichten. Er versprach eine Kapelle aus privaten Geldern erbauen zu lassen, wenn sein Kinderwunsch ihm endlich erfüllt werde. | Annengasse / Steinstraße                             | Hans Frenzel                 | 1512                  |
|      | Altstadtbrücke Die Altstadtbrücke soll ein Symbol für ein zusammenwachsendes Europa sein. | Am Ufer der Lausitzer Neiße nahe der Vierradenmühle. | Schultz-Brauns & Reinhart    | 20. Okt. 2004         |
|      | Biblisches Haus Der Name „Biblisches Haus“ erklärt sich leicht durch die in den Brüstungsfeldern des 1. und 2. Obergeschosses befindlichen Reliefs, die Szenen aus dem Alten und dem Neuen Testament zeigen. | Neißstraße 29                                        | Hans Kramer d. J.            | 1570                  |
|      | Barockhaus Neißstraße 30 Das Barockhaus Neißstraße 30 ist ein bedeutendes Handels- und Wohnhaus, das seit den 1990er Jahren als Teil des städtischen Museums genutzt wird. Es wurde für den Handelsherrn Johann Christian Ameiß erbaut. | Neißstraße 30                                        | Johann Friedrich Karcher     | 1726–1729             |
|      | Brauner Hirsch Der Braune Hirsch wurde bereits 1403 als Roter Hirsch erwähnt. Im 16. Jahrhundert wurden Innen- und Außenräume großenteils umgebaut und saniert. Nach dem großen Stadtbrand 1717 begann der Umbau zur heute bekannten Form. | Untermarkt                                           | unbekannt                    | 1722                  |
|      | Corvinuswappen Das Wappen von Matthias Corvinus. Verliehen an die Stadt für die Unterstützung im Kampf gegen den Ketzerkönig. | Altes Rathaus oberhalb der Rathaustreppe             | unbekannt                    | 1488                  |
|      | Dicker Turm Der Dicke Turm, auch Frauenturm genannt, gehört zur alten Befestigungsanlage. An ihm ist das historische Wappen des nicht mehr existenten Frauentors angebracht. | Marienplatz                                          | unbekannt                    | 1250                  |
|      | Dreifaltigkeitskirche Die Dreifaltigkeitskirche wurde zwischen 1234 und 1245 als Klosterkirche des Franziskanerklosters am heutigen Obermarkt errichtet. 1564 wurde das Kloster in ein Gymnasium umgewandelt, die Kirche diente als Schul- und seit 1712 als Parochialkirche.                                                                                        | Obermarkt                                            | Franziskanische Orden        | um 1200               |
|      | Flüsterbogen Der gotische Portalbogen am Haus Untermarkt 22, genannt Flüsterbogen, gilt als Besuchermagnet. Sein Bogen überträgt selbst leiseste Schallwellen von einer Seite zur anderen. | Untermarkt                                           | unbekannt                    | um 1500               |
|      | Frauenkirche Die Frauenkirche ist als dreischiffige Hallenkirche mit langgestrecktem Chor und spätgotischer Einwölbung geweiht worden. Sie ist der Ersatzbau für die nach 1429 in den Hussitenkriegen zerstörte, bereits 1349 errichtete Sühnekirche „Unserer Lieben Frauen“.                                                                                        | An der Frauenkirche                                  | unbekannt                    | 1473                  |
|      | Frenzelhof Der Frenzelhof ist eines der ältesten Hallenhäuser. In diesem Bau mischen sich Gotik, Renaissance und Barock. | Untermarkt 5                                         | Hans Frenzel                 | 1515                  |
|      | Goldener Anker Das Haus Zum Goldenen Anker ist ein Renaissancebau. | Kränzelstraße 27                                     | unbekannt                    | 1545                  |
|      | Goldener Baum Der Goldene Baum ist ein bedeutendes Hallenhaus Untermarkt. Besonders erwähnenswert sind die Kreuzgratgewölbe und Spitzbögen über den Lauben. | Untermarkt 4                                         | Wendel Roskopf               | 1538                  |
|      | Gymnasium Augustum Das heutige Gymnasium Augustum, auch als Klosterschule bekannt, wurde bereits zur Zeit der Franziskaner als Schule genutzt. Ab 1565 residierte hier die städtische Lateinschule. | Klosterplatz                                         | unbekannt                    | unbekannt             |
|      | Heiliges Grab Das Heilige Grab ist eine verkleinerte Kopie des Jerusalemer Originals aus der Zeit des hohen Mittelalters, deren Genauigkeit bei keiner anderen Nachbildung des Heiligen Grabes in Deutschland erreicht wurde. | Heilige-Grab-Straße                                  | Georg Emmerich               | 1504                  |
|      | Jüdisches Bad Das Jüdische Bad enthält eine Drainage und ein 2 m² großes Wasserbecken. Dieses liegt etwa 5 m unter der Nikolaistraße. Im Volksmund wurde es “Judenbad” genannt. Ob dies der eigentlichen Bestimmung entsprach, wird bezweifelt. | Nikolaistraße 5                                      | unbekannt                    | 1348                  |
|      | Kaisertrutz Der Kaisertrutz ist Bestandteil der alten Stadtbefestigungsanlage und diente im Dreißigjährigen Krieg der preußischen Garnison als Quartier. | Platz des 17. Juni                                   | unbekannt                    | 1490                  |
|      | Karpfengrund 8 Im Jahr 1691 fiel der ursprünglich vorhandene Hof einem Brand zum Opfer. Die vier späteren Handwerkshäuser bauten auf der hinterlassenen Ruine auf. | Karpfengrund                                         | unbekannt                    | unbekannt             |
|      | Neues Rathaus Das Neue Rathaus wurde nach Plänen des Architekten Jürgen Kröger im Stil der Neorenaissance entworfen und 1903 fertiggestellt. Am Rathaus, in Richtung Untermarkt angebracht, befinden sich die Wappen des Oberlausitzer Sechsstädtebundes. Jedes von ihnen wird von einem Krieger präsentiert, welcher die Last der auf ihm befindlichen Säulen hält. | Untermarkt                                           | Jürgen Kröger                | 1903                  |
|      | Nikolaifriedhof Der Nikolaifriedhof war von seiner Anlage wohl im 12. Jahrhundert bis zur Eröffnung des kommunalen Friedhofs 1847 der Hauptbegräbnisort der Stadt. Erstmals erwähnt wurde er um 1305 im ältesten Görlitzer Stadtbuch. | Bogstraße                                            | unbekannt                    | unbekannt             |
|      | Nikolaikirche Die Nikolaikirche wurde im Spätmittelalter als Hallenkirche neu errichtet. Die Vorgängerbauten sind immer wieder durch Brand und Kriegseinwirkungen zerstört worden. Ihre Grundmauern lassen sich zurück bis ins Jahr 1100 datieren. | Bogstraße                                            | Wendel Roskopf               | 1452                  |
|      | Nikolaiturm Der Nikolaiturm ist Teil der ehemaligen Stadtbefestigung. Vermutlich war er bereits vor der ersten großen Ortserweiterung 1250 Bestandteil der Stadtbefestigung. | Nikolaistraße                                        | unbekannt                    | 1250                  |
|      | Ochsenbastei Die Ochsenbastei ist ein Teil der ehemaligen Stadtbefestigung in der Nähe der Peterskirche. Während das eigentliche „Tor an der Kahle“ 1834 abgebrochen wurde, blieben der Rundbau der Bastei und der Zwinger erhalten. | Uferstraße                                           | unbekannt                    | unbekannt             |
|      | Reichenbacher Turm Der Reichenbacher Turm ist der höchste der drei erhaltenen Wach- und Wehrtürme der Stadt. | Obermarkt                                            | unbekannt                    | 13. Jhd.              |
|      | Pfarrkirche St. Peter und Paul Die Pfarrkirche St. Peter und Paul (im Volksmund auch Peterskirche) ist ein Wahrzeichen der Stadt. Sie thront über dem Neißetal und beherrscht durch ihr kupfergedecktes Hochdach und das weithin sichtbare Turmpaar die historische Altstadt.                                                                                        | Bei der Peterskirche                                 | unbekannt                    | 1497                  |
|      | Rathaus Der Baustil des Rathauses ist geprägt von verschiedenen Epochen wie Barock, Gotik oder Jugendstil. | Untermarkt 6                                         | unbekannt                    | 1369                  |
|      | Rathaushof – Archivflügel Der Archivflügel wurde zweistöckig im Stil der Frührenaissance errichtet. | Innenhof des Rathauses                               | Wendel Roskopf               | 1534                  |
|      | Rathaushof-Gerichtserker Der Gerichtserker befindet sich an der Südseite des Rathaushofes und wurde im Renaissancestil erbaut. | Innenhof des Rathauses                               | ein Sohn Wendel Roskopfs     | 1564                  |
|      | Rathaustreppe Die Rathaustreppe wurde nach Plänen von Wendel Roskopf erbaut und gilt als Meisterwerk der Frührenaissance. | Untermarkt                                           | Wendel Roskopf               | 1537                  |
|      | Rathausturm In den Jahren 1511–1516 wurde der Turm um 60 m erhöht. 1742 zerstörte ein Blitzeinschlag den oberen Teil. Ratsmaurer Samuel Suckert baute den Turm in seiner heutigen Form wieder auf. | Untermarkt 6                                         | unbekannt                    | 1378                  |
|      | Rathausturmuhren Die Turmuhren des Rathauses wurden in der jetzigen Form um 1584 angebracht. Darunter befinden sich eine normale Tageszeituhr und eine Mondphasenuhr. | Untermarkt 6                                         | Bartholomäus Scultetus       | 1584                  |
|      | Scharfrichterhaus und Finstertor Das Scharfrichterhaus und das dazugehörige Finstertor gehören zu den ältesten bürgerlichen Gebäuden der Stadt. Das Haus ist das letzte erhaltene Fachwerkhaus und datiert auf 1666. Der eigentliche Bau-Zeitpunkt ist unbekannt. | Finstertorstraße                                     | unbekannt                    | ≈1455                 |
|      | Schönhof Der Schönhof ist das älteste bürgerliche Renaissance-Bauwerk nördlich der Alpen. | Brüderstraße 8                                       | Wendel Roskopf               | 1526                  |
|      | Synagoge Als einziges jüdisches Gotteshaus auf dem heutigen Gebiet von Sachsen wurde die Görlitzer Synagoge in der Nacht vom 9. November 1938 nicht verwüstet. | Struvestraße                                         | William Lossow, Josef Goller | 1911                  |
|      | Theater Das Theater wurde mehrfach umgebaut. Nachdem im Lauf der Zeit die detailreiche Deckenbemalung und der Stuck verschwunden waren, wurden sie 2002 wieder hergestellt. Der Zuschauerraum wurde saniert und erhielt sein ursprüngliches Aussehen von 1873 zurück.                                                                                                | Demianiplatz                                         | unbekannt                    | 1851                  |
|      | Verrätergasse Die Verrätergasse war 1527 der Ursprung des Tuchmacheraufstandes in Görlitz. Bezeichnet ist damit ein Haus, das die Inschrift DVRT (Der Verräterischen Rotte Tor) trägt. | Obermarkt/Langenstrasse                              | unbekannt                    | unbekannt             |
|      | Warenhaus Das Kaufhaus Görlitz an der Frauenkirche ist ein gut erhaltenes Warenhaus aus der Vorkriegszeit. | Marienplatz / Demianiplatz                           | Carl Schmanns                | 1913                  |
|      | Waidhaus Das Waidhaus gehörte ursprünglich zum Vogtshof und besaß bis 1426 den Eberhards Turm. Im Jahr 1479 brannte das Gebäude aus. Bis 1530 wurde es als Schule genutzt, bevor es zum Stapelhaus für das Tuchfärbemittel Waid umfunktioniert wurde. | bei der Peterskirche                                 | unbekannt                    | 1131                  |
|      | Zeile Der Gebäudekomplex diente ursprünglich als Waren- oder Markthaus. Er wurde erstmals im 14. Jahrhundert als Zeile erwähnt und erfuhr seither mehrere Umbauten. | Untermarkt 9–16                                      | unbekannt                    | unbekannt             |